# Campeonato Italiano de Futebol de 1902
O Campeonato Italiano de Futebol de 1902, também conhecido oficialmente como Campionato Italiano di Football de 1902, foi a quarta edição deste certame, que em 1929 daria lugar a Série A do Campeonato Italiano de Futebol.
A competição foi organizada pela Federazione Italiana Football – FIF (atual FIGC) e disputada entre 2 de março e 13 de abril de 1902.
O título de campeão ficou com o Genoa, seu quarto título.

## Premiação
| Campeonato Italiano de Futebol de 1902 Primeira Divisão |
| ------------------------------------------------------- |
| Genoa Cricket and Football Club Campeão (4.º título)    |